# James Merritt Harrison
James Merritt Harrison (né le 20 septembre 1915 à Regina en Saskatchewan, Canada - mort le 6 juillet 1990) est un scientifique et fonctionnaire canadien. Il est l'un des fondateurs de l'Union internationale des sciences géologiques, dont il sera le premier président de 1961 à 1964. De 1966 à 1968, il est président du Conseil international pour la science.
De 1956 à 1964, il a été directeur de la Commission géologique du Canada. Il a également assisté le sous-ministre du ministère de l'Énergie, des Mines et des Ressources du Canada.

## Biographie
Né à Regina, en Saskatchewan au Canada, il obtient un baccalauréat de l'université du Manitoba en 1935. En 1941, il obtient une maîtrise de l'université Queen's, puis un Ph.D. de la même université en 1943.
En 1969, Harrison reçoit la médaille Logan, la plus haute distinction de l'Association géologique du Canada (en).
De janvier 1973 à mars 1976, il est directeur général adjoint du secteur des sciences naturelles de l'UNESCO à Paris.
En 1971, on le nomme compagnon de l'Ordre du Canada.